# Luchthaven Diori Hamani
De internationale luchthaven Diori Hamani is een luchthaven in Niamey, de hoofdstad van Niger. Het is naast een publieke luchthaven ook een militaire basis voor de "Armée d'Air" van Niger. In 2004 maakten bijna 98.000 passagiers gebruik van de luchthaven, die vernoemd is naar Hamani Diori, de eerste president van Niger. Er zijn onder andere rechtstreekse verbindingen met Parijs (Air France) en Istanboel (Turkish Airlines).
In 2013 werd bekend dat de luchtmacht van de Verenigde Staten operaties uitvoerde vanaf de luchthaven met als doel om samen met de Franse luchtmacht inlichtingen te verzamelen in Mali.